# 関西住宅販売
関西住宅販売株式会社（かんさいじゅうたくはんばい）は、兵庫県明石市に本社を置く総合建設会社である。通称「関住」、「かんじゅー」、「KANJU」。兵庫県宅地建物取引業協会、近畿地区不動産公正取引協議会加盟。

## 沿革
- 昭和55年7月 - 会社設立。
- 平成14年9月 - 関西住宅販売株式会社に社名変更、姫路市安田に本社移転、横野修三が代表取締役に就任する。
- 平成16年1月 - 姫路市にて建売事業開始。
- 平成16年7月 - 損害保険代理業開始。
- 平成17年1月 - 加古川支店開設、全戸地盤保証制度導入。
- 平成17年3月 - 性能評価書付住宅導入。
- 平成19年9月 - グラジオ大久保ミラコスタ販売開始。
- 平成20年8月 - 本社を明石市大久保町に移転。
- 平成21年2月 - 次世代省エネ住宅導入。
- 平成21年4月 - 建物完成保証制度導入。
- 平成21年9月 - 断熱材アクアフォーム導入。
- 平成22年6月 - 尼崎市に阪神支店開設。
- 平成23年3月 - 加古川支店リニューアルオープン。
- 平成24年3月 - グラジオ姫路駅南インペリアル販売開始。
- 平成24年10月 - 神戸市に神戸支店開設。
- 平成24年10月 - 大阪北摂に分譲エリアを拡大。
- 平成25年5月 - 明石本社ショールームを増設。
- 平成25年8月 - グラジオ西明石パストラル販売開始。
- 平成25年12月 - グラジオ姫路ウエストクリスタル販売開始。
- 平成26年5月 - 地盤20年保証導入。
- 平成28年11月 - 断熱材セルローズファイバー導入。
- 平成30年10月 - 建売部門開設。
- 平成30年11月 - 大阪市中央区に大阪支店開設。
- 平成31年1月 - 制振ダンパー導入。

## 許認可登録
一級建築士設計事務所登録（第01A03396号）

## CM
2019年より、ふなっしーを起用したCMを放映している。